# Fernando Tambroni-Armaroli
Fernando Tambroni-Armaroli (Ascoli Piceno, 25 de noviembre de 1901 - Roma, 18 de febrero de 1963 es un político democristiano italiano.
Comenzó su carrera política en el Partido Popular Italiano. Tras la Segunda Guerra Mundial se convierte en diputado de la Democracia Cristiana y posteriormente en Ministro de la Marina Mercante (1953-1955) y de Interior (1955-1959).
En 1960 se convertía en primer ministro, con un panorama parlamentario en crisis. Enfrentado al centro-izquierda formó un gobierno monocolor de democristianos sin mayoría absoluta. Para superar el determinante voto de confianza, aceptó el apoyo de los neofascistas del Movimiento Social Italiano, buscando sofocar el descontento en el país con una acción enérgica y autoritaria. Se sucedieron manifestaciones, particularmente violentas, llegando a los 13 muertos. Tambroni, aislado también en su propio partido fue obligado a dimitir.
| Predecesor: Antonio Segni | Presidente del Consejo de Ministros de Italia 1960 | Sucesor: Amintore Fanfani |

- Datos: Q314004
- Multimedia: Fernando Tambroni / Q314004